# گائل آنگولا
گائل آنگولا (انگلیسی: Gaël Angoula؛ زادهٔ ۱۸ ژوئیهٔ ۱۹۸۲) بازیکن فوتبال اهل فرانسه است.
از باشگاه‌هایی که در آن بازی کرده‌است می‌توان به باشگاه فوتبال نیم المپیک، باشگاه فوتبال باستیا، و باشگاه فوتبال آنژه اشاره کرد.